# Moose (wrestler)
Quinn Ojinnaka, meglio conosciuto con il ring name Moose (Seabrook, 23 aprile 1984), è un wrestler ed ex giocatore di football americano statunitense, sotto contratto con la Total Nonstop Action Wrestling.
Prima di intraprendere una carriera nel mondo del wrestling, Ojinnaka ha avuto un passato nel football americano nel ruolo di offensive lineman, giocando in franchigie della NFL come gli Atlanta Falcons, i New England Patriots, gli Indianapolis Colts e i Saint Louis Rams.

## Carriera

### Impact Wrestling (2016–presente)
Debutta a Impact Wrestling il 12 luglio 2016, a Destination X, con il ring name Moose; egli interrompe il main-event tra Bobby Lashley e Eddie Edwards, attaccando entrambi i wrestler e allineandosi come heel. Il 28 luglio seguente combatte il suo primo match nella federazione di Nashville, sconfiggendo agevolmente David Starr. L'11 agosto fa invece coppia con Mike Bennett vincendo contro Ethan Carter III e Eddie Edwards.
Il 26 agosto Moose prende parte ad una 10-Men Battle Royal per determinare il primo sfidante all'Impact World Heavyweight Championship, ma viene eliminato da Mike Bennett; la settimana successiva attacca Bennett per vendicarsi dell'eliminazione, effettuando quindi un turn-face. Dopo una breve pausa per infortunio, torna sul ring il 2 ottobre a Bound for Glory, sconfiggendo Bennett e mettendo fine alla loro rivalità.
Il 1º dicembre Moose vince l'Impact Grand Championship dopo aver risposto positivamente ad una open challenge di Aaron Rex, ma perde la cintura il 19 gennaio 2017 contro Drew Galloway.
Il 9 febbraio Moose salva la moglie di Cody Rhodes, Brandi Reed, dall'attacco dei tenebrosi Decay (Abyss e Crazzy Steve) e la settimana seguente fa coppia con la ragazza in una vittoria contro Abyss e Crazzy Steve. L'alleanza con Rhodes si rivela però di breve durata poiché alcune settimane dopo viene attaccato dal compagno, ingelositosi dei rapporti sempre più profondi con Brandi (kayfabe).
Il 23 Ottobre 2021, a Bound For Glory, vince per la prima volta l'Impact World Championship, contro Josh Alexander. Il 23 Aprile 2022, a Rebellion, perde il titolo contro Josh Alexander. 
Vince il Titolo TNA per la terza volta ed è ancora campione contro Alex nel 2024. 

## Personaggio

### Mosse finali
- Hitstick/No Jackhammer Needed/Lights Out (Spear)[9]
- Game Changer/Game Breaker (Wrist-lock in un Discus lariat)[10]
- Go to Hell (Sitout chokebomb su un avversario all'angolo[11])

### Soprannomi
- "Mr. Impact"
- "OMG (One Moose Gang)"

### Manager
- Prince Nana
- Stokely Hathaway
- Veda Scott

## Titoli e riconoscimenti
- German Wrestling Federation
  - GWF World Heavyweight Championship (1)[12]
- Impact Wrestling/Total Nonstop Action Wrestling
  - TNA World Championship (3)[13][14]
  - Impact Grand Championship (2)[15]
- International Pro Wrestling: United Kingdom
  - IPW:UK World Championship (1)[16]
- Pro Wrestling Illustrated
  - Rookie of the Year (2015)[17]
  - 40° tra i 500 migliori wrestler singoli nella PWI 500 (2021)[18]
- Première Wrestling Xperience
  - PWX Innovative Television Championship (1)[19]
- Southern Championship Wrestling Florida
  - SCW Florida Heavyweight Championship (1)[20]
- Southern Wrestling Association
  - SWA Tag Team Championship (1)[11] – con AR Fox